# Kanton Varzy
Varzy is een voormalig kanton van het Franse departement Nièvre. Het kanton maakte deel uit van het arrondissement Clamecy. 
Het werd opgeheven bij decreet van 18 februari 2014 met uitwerking op 22 maart 2015.

## Gemeenten
Het kanton Varzy omvatte de volgende gemeenten:
- La Chapelle-Saint-André
- Corvol-l'Orgueilleux
- Courcelles
- Cuncy-lès-Varzy
- Entrains-sur-Nohain
- Marcy
- Menou
- Oudan
- Parigny-la-Rose
- Saint-Pierre-du-Mont
- Varzy (hoofdplaats)
- Villiers-le-Sec